# باشگاه فوتبال وایالا تونگان
باشگاه فوتبال وایالا تونگان یا وایالا تونگا یک باشگاه فوتبال ساموای آمریکایی است که در حال حاضر در لیگ بزرگسالان ساموآی آمریکا شرکت میکند. این باشگاه همچنین در بخش جوانان و فوتسال فعالیت دارد.
این باشگاه در سال ۲۰۲۴ به لیگ قهرمانان اقیانوسیه راه یافت اما تمام بازی‌های خود را با بیش از ده گل خورده به پایان رساند.

## افتخارات
- لیگ بزرگسالان ساموآی آمریکا: ۱ قهرمانی[۴]

## رقابت‌های قاره‌ای
| فصل              | مسابقات                | مرحله         | باشگاه  | نتیجه |
| ---------------- | ---------------------- | ------------- | ------- | ----- |
| ۲۰۲۴             | لیگ قهرمانان اقیانوسیه | مرحله مقدماتی | ویتونگو | ۰–۱۳  |
| توپاپا مارائرنگا | لیگ قهرمانان اقیانوسیه | مرحله مقدماتی | ۰–۱۴    |       |
| وایواسه تای      | لیگ قهرمانان اقیانوسیه | مرحله مقدماتی | ۰–۱۴    |       |